# Guerre germano-polonaise de 1109
Pour les articles homonymes, voir Guerre germano-polonaise (homonymie).
La guerre germano-polonaise de 1109, ou expédition d'Henri V en Pologne, est un conflit opposant le royaume de Pologne au Saint-Empire et au duché de Bohème, en l'an 1109.

## Déclaration de guerre
Au cours de l’hiver 1107-1108, avec l’aide d’alliés kiéviens et hongrois, Boleslas commence une guerre contre son frère Zbigniew car celui-ci a refusé d’incendier l’une des forteresses de Kurów et qu'il n'a pas fourni d’aide militaire à Boleslas pour une campagne contre les Poméraniens. Zbigniew est donc banni du pays et, avec ses partisans, s'enfuit en Poméranie, en Hongrie et enfin en Germanie pour demander de l'aide à Henri V. Celui-ci refuse car il est occupé à combattre la Hongrie. En 1108, Boleslas et Borivoj II attaque la Bohême. Svatopluk quitte l'armée de l'empereur germanique pour défendre la Bohême. De ce fait, Henri V abandonne la guerre contre Coloman en Hongrie ce qui permet au roi hongrois de ravager la Moravie. Henri V décide de se venger en attaquant la Pologne qui lui a fait perdre la guerre à cause de sa diversion.

## Déroulement

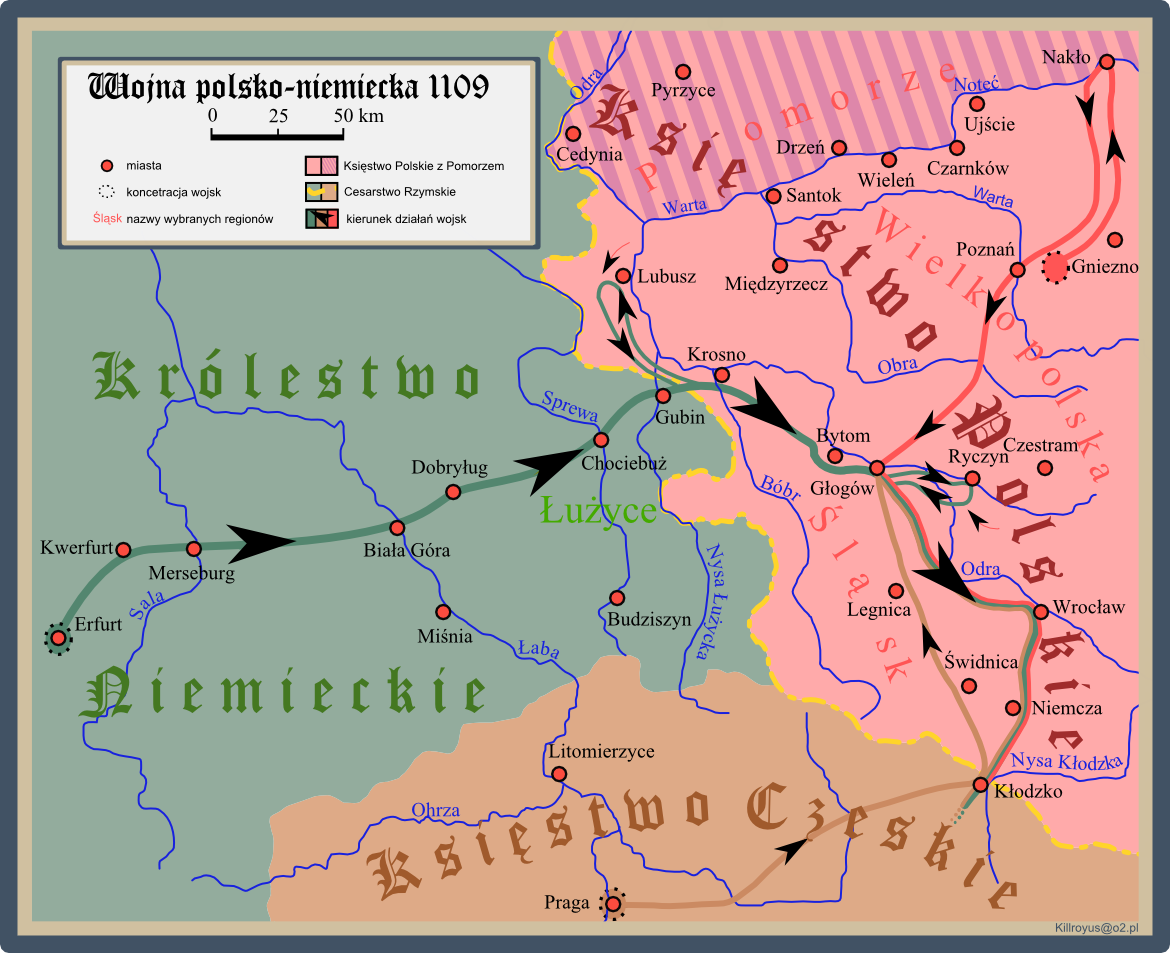
Carte des offensives de la guerre.

La guerre se déroule en Silésie, à proximité du fleuve Oder. L'armée germanique tente d'assiéger les villes de Głogów, Wrocław et Bytom Odrzański. Boleslas défend les villes et mène une guérilla contre ses ennemis. Le duc de Bohême Svatopluk est assassiné par un partisan de Borivoj à Głogów le 21 septembre 1109.
Il aurait vaincu l’expédition allemande à la bataille de Hundsfeld le 24 août 1109 bien que l'existence de cette bataille n'est pas confirmée par les historiens.